# Upton-upon-Severn
Pentru orice acronim de tipul uneli combinații între literele U, P și T, vedeți pagina de dezambiguizare UPT.
Upton-upon-Severn este un oraș în comitatul Worcestershire, regiunea West Midlands, Anglia. Orașul se află în districtul Malvern Hills. 